# Марсін Олександр Федорович
Олександр Федорович Марсін (1901 — ?) — український радянський партійний діяч, 1-й секретар Слов'янського міського комітету КП(б) України Сталінської області.

## Біографія
Член ВКП(б).
На травень 1938 року — 2-й секретар Слов'янського міського комітету КП(б) України Донецької області.
З 1938 до листопада 1939 року — 1-й секретар Слов'янського міського комітету КП(б) України Сталінської області.
Після приєднання Західної України до УРСР, постановою Політичного бюро ЦК КП(б)України (№ 860-оп) 27 листопада 1939 Марсін був призначений секретарем Дрогобицького обласного комітету КП(б) України по кадрах.
У листопаді 1939 — червні 1941 року — секретар Дрогобицького обласного комітету КП(б) України по кадрах.